# Municipio de Tippecanoe (Iowa)
El municipio de Tippecanoe (en inglés: Tippecanoe Township) es un municipio ubicado en el condado de Henry en el estado estadounidense de Iowa. En el año 2010 tenía una población de 890 habitantes y una densidad poblacional de 9,43 personas por km².

## Geografía
El municipio de Tippecanoe se encuentra ubicado en las coordenadas 40°57′15″N 91°40′27″O / 40.95417, -91.67417. Según la Oficina del Censo de los Estados Unidos, el municipio tiene una superficie total de 94.4 km², de la cual 93,29 km² corresponden a tierra firme y (1,18 %) 1,11 km² es agua.

## Demografía
Según el censo de 2010, había 890 personas residiendo en el municipio de Tippecanoe. La densidad de población era de 9,43 hab./km². De los 890 habitantes, el municipio de Tippecanoe estaba compuesto por el 99,21 % blancos, el 0,34 % eran asiáticos, el 0,34 % eran de otras razas y el 0,11 % eran de una mezcla de razas. Del total de la población el 1,69 % eran hispanos o latinos de cualquier raza.